# Bruna FeH
Bruna FeH (Bruna Fantasy & Horror) was een pocketboekenreeks van uitgeverij A.W. Bruna, die verscheen van 1971 tot 1976 en die was voorbehouden voor fantasy- en horrorboeken. Voordien gaf Bruna SF-werken uit in de brede Zwarte Beertjesreeks. Tegelijk met deze SF-reeks startte de uitgeverij in 1971 ook met andere genrereeksen, waaronder Bruna Crime Classics voor misdaadverhalen en Bruna SF voor sciencefictionwerken, waarin zowel nieuwe uitgaven als heruitgaven van vroegere Zwarte Beertjes.
Het eerste nummer in de Bruna FeH-reeks was De droomwereld van Kadath van H.P. Lovecraft. In 1976, na nummer 31, werd de Bruna FeH-reeks stopgezet, nummers 27 en 28 werden niet uitgegeven. De serie werd samengesteld door redacteur Aart C.Prins. Vrijwel alle omslagen werden verzorgd door kunstenaar Bob van Blommestein.
Vanaf de jaren zestig werd het sciencefictiongenre populair in Nederland en België en er waren dan ook een aantal uitgeverijen die, in een relatief korte tijd, de belangrijkste Engelstalige werken vertaalden en uitgaven. Er werden SF-series uitgegeven door onder andere Uitgeverij Luitingh, Elsevier, Born met Born SF, Fontein met Fontein SF, Scala met Scala SF, Het Spectrum met Prisma SF, Meulenhoff met M=SF en uitgeverij Elmar met Elmar SF. 

## Overzicht uitgaves
| Nr. | Schrijver                    | Titel                                           | Originele titel                            | Jaar |
| 1   | H.P. Lovecraft               | De droomwereld van Kadath                       | The Dream-Quest of Unknow Kadath           | 1971 |
| 2   | Clark Ashton Smith           | De kolos van Ylourgne                           |                                            | 1971 |
| 3   | Kathleen Curran              | Het anti-verjaardagsfeest                       | The Downstairs Room                        | 1971 |
| 4   | François Valorbe             | Wilt u in Eps wonen?                            | Voulez-vous vivre en Eps?                  | 1971 |
| 5   | Robert Ervin Howard          | De stem van El-Lil                              |                                            | 1971 |
| 6   | Philip José Farmer           | De beeltenis van het beest                      | The Image of the Beast                     | 1971 |
| 7   | Eddy C. Bertin               | Iets kleins, iets hongerigs                     | Something Small, Something Hungry          | 1972 |
| 8   | Ethel Portnoy (samensteller) | Vampier, vampier, bijt me nog een keer          |                                            | 1972 |
| 9   | Theodore Sturgeon            | Een beetje bloed van jou                        | Some Blood of You                          | 1972 |
| 10  | F. Mustard Steward           | Het Methusalem emzym                            | The Methuselah Enzyme                      | 1972 |
| 11  | Ef Leonard                   | In spin, opnieuw gaat de bocht in               |                                            | 1973 |
| 12  | H.P. Lovecraft               | De bergen van de waanzin                        | At the Mountains of Madness                | 1971 |
| 13  | Aart C. Prins (samensteller) | Het dagboek in de sneeuw                        |                                            | 1973 |
| 14  | Richard Matheson             | In de greep van generzijds                      | A Stir of Echoes                           | 1973 |
| 15  | H.P. Lovecraft               | De zaak Charles Dexter Ward                     | The Strange Case of Charles Dexter Ward    | 1973 |
| 16  | Anton Quintana               | Een grote taak op Onyx                          |                                            | 1973 |
| 17  | Philip José Farmer           | De belustheid van het beest                     | Blown                                      | 1973 |
| 18  | Bram Stoker                  | Dracula                                         | Dracula                                    | 1973 |
| 19  | anthologie                   | De Chtulhu mythologie, Lovecraftiaanse verhalen |                                            | 1974 |
| 20  | Jack Williamson              | Zwarter dan u denkt                             | Darker Than You Think                      | 1974 |
| 21  | Roland Topor                 | Een fee zoals je ze niet alle dagen tegenkomt   | Four Roses for Lucienne                    | 1974 |
| 22  | Mary Shelley                 | Het monster van Frankenstein                    | Frankenstein: or, the Modern Prometheus    | 1974 |
| 23  | Clark Ashton Smith           | De gewelven van Yoh-Vombis                      |                                            | 1975 |
| 24  | H.P. Lovecraft               | Het gefluister in de duisternis                 | The Whispers of Darkness                   | 1975 |
| 25  | Francis Marion Crawford      | Het gillende doodshoofd                         | Wandering Ghosts (Uncanny Tales)           | 1975 |
| 26  | Robert A. Heinlein           | Het onaangename beroep van Jonathan Hoag        | The Unpleasant Profession of Jonathan Hoag | 1975 |
| 29  | Richard Matheson             | Nat stro en andere griezelverhalen              |                                            | 1976 |
| 30  | anthologie                   | Kleine griezelomnibus 1                         |                                            | 1976 |
| 31  | Richard Matheson             | De gekrompene                                   | The Shrinking Man                          | 1976 |